# Каррильо-Пуэрто
Каррильо-Пуэрто (исп. Carrillo Puerto) — муниципалитет в Мексике, штат Веракрус, расположен в Горном регионе. Административный центр — город Тамариндо.